# گیری (ژاپنی)
گی‌ری (به ژاپنی: 義理 Giri)، یکی از ارزش‌های ژاپنی تقریباً در ارتباط با وظیفه، الزام یا حتی «بار تعهد» در انگلیسی است. این اصطلاح توسط نامیکو آبه این چنین تعریف شده‌است: «خدمت به مافوق با فداکاری ایثارگرانه» که همچنین همراه است با ارزش‌های پیچیده ژاپنی شامل وفاداری، سپاسگزاری و دین اخلاقی.
از نظر یاماموتو تسونه‌تومو (۱۶۵۹–۱۷۱۹) در هاگاکوره (سال انتشار ۱۳۷۱)، بنیاد آیین سامورایی، بوشیدو، جوهری است که منش و پیشهٔ سامورایی، رفتار و الزام اخلاقی و اجتماعی طبقه جنگاوران را می‌سازد. این مایه را در اصطلاح گی‌ری می‌نامند. اصطلاح گی‌ری، نخست در آغاز حکومت شوگون‌سالاری توکوگاوا، در اوایل قرن ۱۷، رواج پیدا کرد و به معنی رسم و راه اخلاقی بایسته در مناسبات میان مردم بود. اما مفهوم دقیق و ویژهٔ آن در فرهنگ بوشیدو وظیفه‌شناسی و وفاداری سامورایی ملازم امیر نسبت به سردار خود بود. این مفهوم طی قرن ۱۷ در نظام طبقانی آن دوره رسوخ پیدا کرد، چنان‌که هر یک از چهار طبقه اجتماعی سامورایی، کشاورز، پیشه‌ور و بازرگان، منش و آیین و شیوهٔ رفتاری ویژه‌ای داشتند و گی‌ری، هر طبقه را به انجام درست و دقیق تعهدات اجتماعی خود وادار می‌ساخت؛ اما باز مفهوم و الزام گی‌ری برای طبقه سامورایی مهمتر بود.